# Abdoulaye Dabo
Abdoulaye Dabo (Nantes, 4 maart 2001) is een Frans voetballer die doorgaans als middenvelder speelt. Hij tekende in 2018 bij FC Nantes.

## Clubcarrière
Dabo is afkomstig uit de jeugdopleiding van FC Nantes. Op 11 augustus 2018 debuteerde hij in de Ligue 1 in de thuiswedstrijd tegen AS Monaco. Hij kreeg een basisplaats en werd na 72 minuten vervangen voor Emiliano Sala.

## Interlandcarrière
Dabo speelde reeds voor meerdere Franse nationale jeugdelftallen. In 2018 debuteerde hij in Frankrijk –18.